# Nada Aboubalash
Nada Aboubalash (en arabe : ندى ابو بلاش), née le 4 août 2001, est une coureuse cycliste égyptienne.

## Carrière
Aux Championnats d'Afrique de cyclisme sur route 2022 à Charm el-Cheikh, Nada Aboubalash est médaillée de bronze en contre-la-montre par équipes.

## Palmarès sur route

### Par années
- 2022
  -  Médaillée de bronze du championnat d'Afrique du contre-la-montre par équipes

### Classements mondiaux
| Année                                 | 2022 | 2023 |
| ------------------------------------- | ---- | ---- |
| Classement UCI                        | 755e | 589e |
|                                       |      |      |
| Légende : nc = non classéSource : UCI |      |      |

## Palmarès sur piste

### Championnats d'Afrique
- Le Caire 2024
  -  Championne d'Afrique de vitesse par équipes (avec Ebtissam Zayed et Shahd Mohamed)
  -  Championne d'Afrique de poursuite par équipes (avec Ebtissam Zayed, Aya Mohamed et Rehab Elsherbini)
  -  Médaillée d'argent de l'américaine (avec Ebtissam Zayed)